# دارین (ایلینوی)
دارین، ایلینوی (به انگلیسی: Darien, Illinois) یک شهر در ایالات متحده آمریکا با جمعیت ۲۲٬۰۸۶ نفر است که در ایلی‌نوی واقع شده‌است.

## موقعیت جغرافیایی
موقعیت جغرافیایی شهرها و مناطق اطراف به شرح زیر است: